# کجل
کَجَل(Kajal) از آبادی‌های دهستان خورش رستم شمالی از بخش خورش رستم، شهرستان خلخال است. مردم این روستا به زبان تاتی سخن می‌گویند. این روستا جز روستاهای کوهستانی و سردسیر می‌باشد. فرهنگ و هنجارهای مردم این روستا با آبادی‌های ترک‌زبان اطراف تفاوت دارد. این روستا در مرز بین استان‌های آذربایجان شرقی و اردبیل قرار دارد. این روستا از نظر آب برق گاز و تلفن در حال تکمیل شدن می‌باشد. عملیات گاز رسانی به این روستا در سال ۱۴۰۲ شروع شده و در حال اتمام شدن می‌باشد. این‌روستا در حاشیه آزادراه سرچم قرار گرفته است. رستوران کوهسار و آذربایجان می‌تواند به عنوان رستوران‌های مشهور این روستا در حاشیه آزادراه سرچم اردبیل شناخته شوند.

## جایگاه
کجل (Kajal)از آبادی‌های دهستان خورش رستم شمالی ازبخش خورش رستم شهرستان خلخال که در ۳۷ درجه و ۲۵ دقیقه و ۳۸ ثانیه عرض شمالی و ۴۸ درجه و ۱۰ دقیقه و ۴۳ ثانیه طول شرقی درسمت شمال غربی دهستان قرارگرفته و ارتفاع آن از سطح دریا ۱۵۹۳متراست. این آبادی از سمت شمال به روستای دیزِکجل از سمت غرب به روستاهای آشاغی کرو و یوخاری کرو در دهستان کاغذکنان شمالی از بخش کاغذکنان شهرستان میانه، از سمت جنوب به روستاهای کهورین (کاغذکنان) و کاوان (خورش رستم) وازسمت شرق به روستای قوسجین منتهی می‌شود. روستای کجل از روستاهای تاتی زبان بخش خورش رستم است که در ۷۵ کیلومتری میانه به سمت خلخال در منطقه کاملاکوهستانی با تابستان‌های داغ و زمستان‌های بسیارسرد جای گرفته است.کجل تا اواخرسال ۱۳۵۸ از آبادی‌های بخش کاغذکنان شهرستان خلخال بود در دی ماه سال ۱۳۵۸ به همراه بخش کاغذکنان و ۱۰۵ پارچه آبادی آن از شهرستان خلخال منتزع شده و در محدوده شهرستان میانه قرارگرفت. در سال ۱۳۶۰ پس از ایجاد پل مناسب بر روی رودخانه قیزیل اوزه ن و برقراری ارتباط میان خلخال با بخش کاغذکنان، کِئجَل نیز به همراه چند روستای همجوار خود از بخش کاغذکنان منتزع شده مجدداً در تابعیت بخش خورش رستم شهرستان خلخال قرارگرفت. کجل که به پستی و بلندی و جای کج و راست گفته می‌شود (نقیب. سیدمحمدمسعود، خلخال و مشاهیر، ص۲۳۰) باقی‌مانده چند روستای همجوار مثل «ده بران»، «کاوه نان»، «دوه لن» می‌باشد که با از بین رفتن روستاهای فوق دریک مکان شیب داری ساخته شده و بیشتر خانه‌های آن به صورت پلکانی است. این سه روستا زمانی دارای سکنه بوده‌اند که به مرور زمان معیشت در آن‌ها سخت شده و ساکنان آن در زیرسنگ بزرگی پناه گرفته‌اند و نام محل جدید را (وری، لوه بن یاکَجَل) نامیده ند. در روستای کجل آثار متعددی از حیات و زندگانی گذشتگان به یادگارمانده است که به عنوان نمونه به آثار قلعه‌ای قدیمی به نام «قلعه جیق» و غار سه طبقه‌ای به نام «هوله لان» می‌توان اشاره کرد در طبقه سوم این غار، سنگ نیمه گردی وجود دارد که بر روی آن نقش‌های مختلفی مشاهده می‌شود.
روستای کجل که قبل از بهره‌برداری از جاده سرچم اردبیل جزو روستاهای گمنام شهرستان خلخال به‌شمار می‌رفت با افتتاح جاده سرچم-اردبیل ازموقعیت ممتازی برخوردار گشته و علاوه بر تسهیلاتی که دررفت و آمد آن حاصل شده، کجل نیز به عنوان روستایی با بافت سنتی در مرکزدقت مسئولین منطقه قرارگرفته است.

## جمعیت
کجل در سرشماری عمومی نفوس و مسکن سال ۱۳۸۵ دارای ۱۲۷ خانوار با ۴۶۰ نفر جمعیت بود که ۱۹۶ نفرآن مرد و ۲۶۴ نفر زن بودند. این تعداد درسرشماری سال ۱۳۹۰ به ۱۲۲ خانوار با ۳۳۱ نفرکاهش می‌یابد. کاهش جمعیت آبادی ازمسائل مختلفی نظیر فقدان امکانات رفاهی از قبیل جاده‌های ارتباطی و وسایل نقلیه عمومی و کشاورزی و همچنین شبکه آبرسانی و امکانات بهداشتی و درمانی و آموزشی و تحصیلی نشات گرفته است.

## زبان
زبان مردم روستای کجل تاتی است. اما تحصیل، وسایل ارتباط جمعی و مراودات اجتماعی اهالی آن را با زبان‌های دیگری مثل ترکی آذربابیجانی و فارسی نیز آشنا نموده است و امروزه اکثریت اهالی آن علاوه بر زبان تاتی به زبان‌های ترکی، تالشی، فارسی و… نیز مسلط می‌باشند اکثریت اهالی کجل به کشاورزی، دامداری و باغداری می‌پردازند البته در میان اهالی کسانی هم وجود دارند که شغلشان خیش تراشی، لوله‌کشی، شکسته بندی، آهنگری، خیاطی، سلمانی و … است. قرارگرفتن در مجاورت معادن چینی وکائولن باعث اشتغال بخشی از اهالی محل در این معادن گردیده است. از سوی دیگر با بهره‌برداری از جاده سرچم – اردبیل فرصت‌های شغلی جدیدی با ایجاد رستوران‌های بین راهی در این مسیر برای اهالی فراهم آمده است. کجل از مناطقی است که معادن مختلفی از مواد کانی در آن وجود دارد. علاوه برچینی وکائولن که امکان اشتغال بخشی از اهالی را فراهم کرده است در اراضی آن خاک‌های مختلفی به رنگ‌های زرد، سرخ، سیاه و سفید وجود دارد که درسفیدکاری، گل اندودکردن خانه‌ها و ساخت تنور، کوزه و وسایل سفالی مورد استفاده قرار می‌گیرد. گل معروف سرشوی خلخال (خلخال گیلی) که در دهه‌های گذشته محبوبیت خاصی داشت از معادن این روستا به دست می‌آید. محصولات زراعی و باغی متنوعی در روستای کجل پرورش می‌یابد. محصولات زراعی مانند گندم، جو، عدس، نخود، یونجه، خیار، گوجه، سیب زمینی، در اراضی حاشیه قزل اوزن برنج و محصولات باغی مانند گیلاس، آلبالو، زردآلو، انواع سیب، انگور، به، هلو، انواع گلابی، زالزالک، گردو، بادام، انواع توت، آلو و… که علاوه بر تأمین نیازهای اهالی بخش بزرگی از آن به بازارهای مصرف راهی می‌شود.

## معماری
روستای کجل در یک مکان شیب داری واقع شده که شکل روستا را از دور بیشتر به ماسوله گیلان شبیه کرده است و بیشتر خانه‌ها به خاطر کوهستانی بودن منطقه به صورت پلکانی در کنار هم قرار گرفته‌اند. در داخل خانه بیشتر از اختلاف سطح استفاده می‌کنند. موادی که برای ساختمان‌سازی استفاده می‌کنند سنگ و چوب است و دیوارهای داخلی خانه‌ها را بیشتر با خاک مخصوصی که به زبان تاتی «آلاوا» می‌گویند سفید می‌کنند. البته در حال حاضر از سبک ساختمان‌های شهری استفاده می‌کنند.

## آب‌وهوا
آب هوای روستای کجل کوهستانی است، شش ماه آغازین سال را معتدل و نسبتاً گرم و شش ماه پایانی سال سرد و برفی همراه با وزش بادهای سوزناک است، در سال‌های اخیر از میزان بارندگی آن کاسته شده است. روستای کَجَل دارای مدرسه ابتدای و راهنمایی مرکز مخابرات، خانه بهداشت، جاده آسفالت، آب آشامیدنی، تلفن ثابت و برق می‌باشد و جدیداً نیز کوچه‌های روستا البته نه به‌طور کامل سنگ‌فرش شده‌اند.
در سمت شمال غربی روستای کئجل در محل اتصال دو رودخانه قیزیل اوزن و گیوی چایی و در حدمرزی روستاهای مشکول، کجل و پیرتقی در ۳۷ درجه و ۲۸ دقیقه و ۲ ثانیه عرض شمالی و ۴۸ درجه و ۱۳ دقیقه و ۵۱ ثانیه طول شرقی، پل معلقی که به کئجل کورپوسو، پیرتقی کورپوسو، مشکول کورپوسو و… نیز معروف است وجود دارد. این پل که ۷۰ متر طول، ۶۰ متر ارتفاع و یک متر عرض دارد با هدف ایجاد ارتباط بین دوسوی رودخانه ساخته شده و امروزه علاوه بر اهداف مذکور به یکی ازجاذبه‌های زیبا، دیدنی و هیجان انگیزمنطقه تبدیل شده است. این منطقه کوهستانی پرآب و مصفا با داشتن مناظر بکر و طبیعت دلنشین و باغات میوه پذیرای شمار زیادی از مسافران و گردشگران برای استفاده از طبیعت زیبا و آب و هوای ییلاقی منطقه مشکول کوثر است. پل معلق پیر تقی قزل اوزن که قبل از افتتاح و بهره‌برداری از جاده اردبیل به زنجان ناشناخته مانده بود بعد از افتتاح این جاده با سیل عظیم هموطنان از اقصی نقاط کشور برای دیدن طبیعت بکر و زیبای منحصربه فرد خود مواجه گردیده است.